# I promessi sposi - Opera moderna
I promessi sposi - Opera moderna è una rappresentazione scenica di produzione italiana a metà strada fra il musical e l'opera rock (tecnicamente, la definizione è appunto quella di opera moderna), ispirata al celebre romanzo di Alessandro Manzoni I promessi sposi.
È andata in scena per la prima volta nel 2010.

## Caratteristiche
Autore della riduzione teatrale e del testo (libretto) è Michele Guardì mentre le musiche originali (con sonorità che riportano in taluni brani a certo Carl Orff) sono dovute a Pippo Flora, responsabile anche degli arrangiamenti e delle armonizzazioni corali. Il coro polifonico è diretto da Maria Grazia Fontana, mentre l'orchestra sinfonica Nova Amadeus è condotta da Renato Serio, cui è affidata anche la direzione musicale dell'intero progetto. Consulenza musicale, pianoforte, editing e missaggi sono di Sergio Cammariere
Il cast prevede dieci protagonisti e dieci comprimari oltre a una quarantina di ballerini e coristi. Alcuni dei protagonisti - come Lola Ponce, Giò Di Tonno, Christian Gravina, Cristian Mini, Graziano Galatone e Vittorio Matteucci - sono stati interpreti di spettacoli omologhi come, ad esempio, Notre-Dame de Paris, di Luc Plamondon e Riccardo Cocciante.
Particolare cura è stata prestata alla scenografia dello spettacolo che può contare su tre grandi palcoscenici ruotanti su un fronte di quaranta metri.

## Soggetto
Secondo le note di produzione, lo spettacolo si prefigge di affrontare quello che è convenzionalmente considerato il più grande romanzo italiano sotto un'ottica moderna, che evidenzi - rispetto al testo originale - agganci con l'attualità, in una "celebrazione di un mondo pieno di suggestioni storiche, poetiche e umane".
L'amore fra i due protagonisti - Renzo Tramaglino e Lucia Mondella - si inserisce, in accordo con il testo manzoniano, "in un contesto storico e sociale che riprende, immutate, le problematiche dell'essere: dall'Amore al Potere, dalla Giustizia alla Fede".
In questa luce, il finale corale enfatizza "il trionfo della vita nella esplosione della luce del Duomo", la grande macchina del Duomo di Milano che sgomenta il protagonista Renzo che la vede con gli occhi della semplicità.
Se la città diviene il simbolo della speranza, del sogno, della possibilità di una nuova vita (Ecco Milano), la finale pioggia catartica che vince la peste rappresenta il trionfo della vita, suggellando in tal modo il festoso e concitato finale con protagonisti e comprimari tutti sul palco.

## La prima nazionale e le repliche
Il 29 aprile 2010 il cast si è esibito - presente il cardinale Dionigi Tettamanzi - nel duomo di Milano cantando alcuni brani dello spettacolo. Lo spettacolo è stato rappresentato in prima nazionale allo stadio di San Siro in Milano il 18 giugno 2010 per poi intraprendere una tournée attraverso l'Italia. A luglio è andato in scena nella Valle dei Templi di Agrigento, luogo natale del compositore Flora e del librettista e regista Guardì.
La prima rappresentazione è stata ripresa per la televisione da Rai 1, con regia televisiva dello stesso Guardì, e trasmessa in prima serata il 1º settembre 2010.
Nel dicembre 2010 sono state messe in scena una serie di repliche al teatro degli Arcimboldi di Milano.
Da novembre 2011 a marzo 2012 lo spettacolo viene portato in tour in molte delle principali città italiane con un nuovo allestimento scenografico installabile in tutti i principali teatri che ospitano spettacoli di questa portata.
Nuovo anche l'allestimento coreografico a opera del coreografo Martino Muller, che ha sostituito le vecchie coreografie, che erano più che altro recite mute, con delle vere coreografie danzate da Musical moderno.
Cambi sono stati fatti anche nel cast di cantanti attori. Tra i ruoli principali, l'ingresso di Rosalia Misseri nel ruolo della Monaca di Monza (che originariamente era di Lola Ponce), il passaggio di Brunella Platania dal ruolo di Perpetua a quello di Agnese (che fu di Paola Lavini), Chiara Luppi assume anche il ruolo di Perpetua, oltre il suo ruolo originale di madre di Cecilia, l'Azzecca-garbugli viene interpretato da Cristian Mini che mantiene anche il suo precedente ruolo di conte Attilio, Vincenzo Caldarola passa dal ruolo secondario di Nibbio al ruolo primario di Griso che fu portato in precedenza da Alessandro Calamai e, dopo le prime due tappe di Ascoli e Roma, il don Abbondio originale Antonio Mameli passa il testimone al basso lirico siciliano Salvatore Salvaggio e il ruolo di Gertrude bambina, portato fino all'ultima replica a Roma da Andreagaia Wlderk, viene sostituito da un playback di due tipi diversi registrati dall'attrice stessa.
Nel giugno 2012, vengono eseguite due repliche nello stadio di Lecco, proprio ai piedi del Resegone in riva al lago di Como dove le vicende di Renzo e Lucia traggono origine. Nell'occasione il ruolo della Monaca di Monza viene assunto da Susanna Pellegrini, che lo interpretò già in alcune delle repliche del dicembre 2010, e quello di un Bravo braccio destro di Griso viene assunto dal giovane Daniele Barletta, che nel tour 2011-2012 aveva il ruolo del vicario di provvigione e faceva altre piccole comparse.

## Home video
Il 4 settembre 2010 è uscito, in esclusiva con il settimanale Oggi, il DVD della Prima del 18 giugno 2010 allo stadio Giuseppe Meazza. Il DVD è stato ottenuto direttamente dalla ripresa televisiva effettuata dalla Rai e andata in onda in prima serata il 1º settembre 2010 su Rai 1. Nella prima edizione di questo DVD sono stati riscontrati dei difetti tecnici. Alla fine della VI, della VII e della IX scena, il DVD va al menu delle scene (in corrispondenza della scena appena finita), senza proseguire normalmente con il video. L'RCS, a fronte delle segnalazioni di coloro che hanno comprato i DVD difettosi, hanno attivato subito una procedura di sostituzione.